# Santa Croce (Sermide e Felonica)
Santa Croce è una frazione del comune di Sermide e Felonica, in provincia di Mantova, dal quale dista circa 6 km. 
Santa Croce si trova nel bacino subsidente padano e i comuni limitrofi sono quelli di Magnacavallo, Carbonara di Po e Poggio Rusco.

## Storia
Non si sa con certezza a quando risalga la civilizzazione del territorio di Santa Croce, ma i primi insediamenti umani potrebbero risalire ai secoli XVI - XII a.C. 
Dal ritrovamento di alcune strutture murarie e di alcuni reperti ceramici si può dedurre che durante il periodo romano e imperiale la zona di Santa Croce fu abitata da varie famiglie. Sembra infatti che la civiltà romana fosse presente dal I secolo a.C.  
Durante il dominio romano la zona di Santa Croce, territorio lagunare che sorgeva nelle vicinanze del corso d'acqua Lagurano, fu bonificata per consentire alla civiltà umana di insediarsi e svilupparsi.

## Economia
Le attività più praticate nel territorio di Santa Croce erano l'agricoltura, l'allevamento e alcune attività artigianali. Grazie alla sua posizione geografica, vicina a vie di comunicazione importanti come il fiume Po e le strade che la collegavano alle città di Verona, Mantova e Modena, Santa Croce vide svilupparsi anche una fiorente attività di scambi commerciali.

## Origine del nome
Il nome Santa Croce deriva dal miracolo della croce avvenuto nella zona dove oggi si sviluppa la frazione.
Secondo la leggenda, un uomo cieco si recò a Gerusalemme e fece un voto per poter riacquistare la vista. All'improvviso gli apparve un santo che gli donò una croce e gli disse di portarla al Lagurano, dove avrebbe riavuto la vista. Il cieco obbedì e, una volta arrivato a destinazione, per far stare dritta la croce la legò a un ramo di salice. Il salice rinverdì, crebbe e si sviluppò assumendo la forma di una croce. Dopo questo fatto, il cieco ricevette il dono della vista e da allora gli abitanti della zona iniziarono a visitare il luogo della croce per essere miracolati e risanati da malattie e infermità.

## Monumenti e luoghi di interesse
Chiesa di Santa Croce. Fu eretta nel 1074 su ordine di Matilde di Canossa. Essa era una grangia benedettina, dipendente dall'Abbazia di Felonica.
La struttura, lunga circa 14 metri, larga 6 metri e alta 7 metri, fu costruita in stile Romanico-Matildico. Sull'altare maggiore fu posto un altorilievo composto da 9 figure, alte circa 1 metro, rappresentante la deposizione della Croce. Nella seconda metà del Quattrocento la chiesa fu ingrandita e abbellita con degli affreschi. Secondo fonti storiche, il cardinale Francesco Gonzaga consacrò la chiesa di Santa Croce nel 1479.

## Sport
In passato a Santa Croce facevano il Torneo di Santa Croce e c'era la squadra calcistica amatoriale che giocava le partite al Campo Sportivo di Santa Croce.
Il torneo e la squadra non ci sono più rimane il campo che è pubblico a tutti.